# Wielka Stopa w Afryce
Wielka Stopa w Afryce (wł. Piedone l’africano, niem. Plattfuß in Afrika) – włosko-erefenowski film komediowy typu poliziottesco z 1978 roku w reżyserii Steno. Jest to trzeci i przedostatni rozdział w serii filmów „Wielka Stopa”.

## Fabuła
W Neapolu komisarz Rizzo po skutecznym złapaniu bandy chuliganów terroryzujących autobusy otrzymuje telefon od Dimpo,  południowoafrykańskiego pracownika ochrony diamentów powołującego się na brygadiera Caputo, który odszedł z policji. Rizzo jest sceptyczny, dopóki Dimpo nie mówi mu, że przydomek Rizza to „Wielka Stopa”. Nocą Rizzo idzie na umówione spotkanie w porcie. Dimpo zostaje zastrzelony, lecz przed śmiercią mówi zdawkowo, że narkotyki są powiązane z diamentami. Rizzo znajduje u niego list od Caputo, który miał poręczyć oraz zdjęcie jego małoletniego syna. Udaje się pod adres hotelu, który Dimpo miał przy sobie. Jednak po przesłuchaniu hotelowego portiera wynika, że choć zakwaterowana osoba miała jutro lot do Johannesburga, był to ktoś inny, gdyż Dimpo jest czarnoskóry.
Rizzo niezwłocznie przylatuje do Południowej Afryki i wita się z Caputo, który za odprawę z policji został kelnerem w ekskluzywnej restauracji należącej do biznesmena Smolleta. Rizzo odwiedza park etnograficzny, gdzie mieszka Bodo, syn samotnie wychowującego go Dimpa. Bodo jest dość niesforny i łakomy, jednak łapie dobry kontakt z Rizzem. Niespodziewanie atakują ich nieznani sprawcy, z którymi Rizzo robi porządek. Obaj udają się na przyjęcie u Smolleta na jego osobiste zaproszenie. Jest też jego partnerka – Margy Connors kokietująca Rizza. Na przyjęciu jest jeden z nieznanych sprawców z muzeów i Rizzo niespostrzeżenie go unieszkodliwia, jednak niczego się od niego nie dowiaduje. Za Rizzem też podąża tajemniczy człowiek śledzący go od momentu jego przylotu do Johannesburga.
Rizzo po zostawieniu Bodo u Caputa śledzi owego tajemniczego człowieka do klubu nocnego. Dowiaduje się, że tajemniczy człowiek nazywa się Muller i to on prawdopodobnie wynajmował pokój w hotelu z adresu Dimpa. Rizzo odkrywa u niego mapę z zaznaczoną Okahandją, gdzie ma odbyć się polowanie z udziałem Margy. Rizzo leci wykradzioną awionetką do Afryki Południowo-Zachodniej. Na jej pokładzie jest Bodo, który wymknął się Caputo i uważa Rizza za Kiru, zuluskiego opiekuńczego boga. Organizacją polowania zajmuje się Spyros pracujący na co dzień ekspertyzą w kopalni diamentów w Swakopmund. Rizzo podejrzewa go o złe zamiary widząc go jak chowa jadowite węże do jego jeepa. Ratuje go więc z uprzednio zastawionej pułapki, zdobywając jego zaufanie.
Po polowaniu wszyscy udają się do willi Smoletta w Swakopmund, Rizzo zaś odwiedza Spirosa w kopalni diamentów, po której jest oprowadzany. Spiros zaprasza go na mecz wrestlingu. Jest i tam Muller. Rizzo idąc jego śladem natrafia na kolejnych zbirów, których pokonuje. Niestety, przykuwa uwagę komisarza policji Thompsona i trafia do aresztu. Margy wpłaca za niego kaucję i Rizzo konfrontuje Spirosa ze swymi podejrzeniami co do jego osoby. Spiros przyznaje się do przemytu diamentów. Tymczasem w Swakopmund przebrany za Afrykankę Caputo i Bodo wymykaja się z kwaterunku, by uniknąć nachodzącego Mullera. Bodo rozstaje się z Caputem chcąc być z Rizzem. Śledzi go, gdzie Rizzo udając przyjęcie łapówki, bierze udział w akcji kradzieży diamentów z pilnie strzeżonej kopalni przez ludzi Spirosa.
Będąc bezpiecznym na pustyni, Spiros próbuje wyeliminować Rizza, lecz muszą uciekać przed Thompsonem. Rizzo w porę wymyka się Spirosowi. W fałszywej karetce Spirosa ukrywa się Bodo, który rozrzuca po drodze diamenty jako szlak dla Thompsona. Rizzo dociera do posiadłości Smolleta stojącego za kradzieżami diamentów. Z kolei to Spiros zabił Dimpa, a teraz porwał Caputa jako zakładnika. Rizzo zostaje uwięziony wspólnie z Caputem w podziemnej klatce. Widząc brak diamentów z karetki Smollet podejrzewa Rizza o kradzież i każe ujawnić wszystko, inaczej on i Caputo zostaną rzuceni lwom na pożarcie. Niepostrzeżenie ratuje ich Bodo mający klucze do klatki. Wolny Rizzo walczy z ludźmi Smolleta. Wspierają go Bodo ze swymi figlami i Caputo, a potem także przybyły na miejsce Muller.
Muller w rzeczywistości jest agentem tajnych służb i pomógł Rizzo w opracowaniu kradzieży diamentów w kopalni, będącej zasadzką na złodziei. Dzięki śladom zostawionym przez Bodo przybywa również Thompson. Rizzo wyjaśnia, że skradzione diamenty służyły do zakupu narkotyków wysyłanych do Europy. Pod pozorem zaopatrywania ogrodów zoologicznych gang Smollet rozprowadzał narkotyki ukrywając je w klatkach dla zwierząt, wiedząc że celnicy nie są chętni do ich gruntownego przeszukiwania. Smollet, Spiros i reszta zostają aresztowani. Margy też ma zostać aresztowana, ale dzięki interwencji Rizza jest oczyszczona z zarzutów. Rizzo informuje Bodo o śmierci Dimpa. Bodo godzi się z tym, uważając Rizza za swego nowego ojca. Po powrocie do Neapolu Caputo wraca do policji, z kolei Rizzo adoptuje Bodo.

## Obsada
- Bud Spencer – kom. „Wielka Stopa” Rizzo
- Enzo Cannavale – b. bryg. Caputo
- Werner Pochath – Spiros
- Pino Colizzi – Spiros (głos)
- Joe Stewardson – Klein Smollet
- Pino Locchi – Klein Smollet (głos)
- Dagmar Lassander – Margy Connors
- Vittoria Febbi – Margy Connors (głos)
- Baldwin Dakile – Bodo
- Fabrizio Vidale – Bodo (głos)
- Carel Trichardt – kapitan Muller
- Alessandro Sperlì – kapitan Muller (głos)
- Giancarlo Bastianoni – główny pomagier Smolleta
- Desmond Thompson – kom. John Desmond
- Gianni Marzocchi – kom. John Desmond (głos)
- Carlo Reali – podkomendny Desmonda
- Percy Hogan – Dimpo
- Giovanni Cianfriglia – chuligan w autobusie #1
- Ottaviano Dell’Acqua – chuligan w autobusie #2
- Vincenzo Maggio – chuligan w autobusie #3
- Sergio Smacchi – chuligan w autobusie #4
- Ester Carloni – Assunta
- Benito Pacifico – policjant przebrany za zakonnicę
- Franco Cirino – neapolitański policjant
- Antonio Allocca – Ciccio
- Gigi Reder – Ciccio (głos)
- Emilio Messina – zapaśnik #1
- Artemio Antonini – zapaśnik #2
- Claudio Ruffini – zbir w klubie nocnym #1
- Renzo Pevarello – zbir w klubie nocnym #2
- Enrico Chiappafreddo – zbir w klubie nocnym #3

Źródło: